# PANG (航空母艦)
新世代航空母艦（フランス語: Porte-avions de nouvelle génération, PA-Ng）は、フランス海軍が計画中の航空母艦（原子力空母）。「シャルル・ド・ゴール」の代艦として、2038年の就役が予定されている。

## 概要

イメージ図

1980年9月23日の国防会議において、フランス政府は、当時運用されていたクレマンソー級の代艦として原子力空母2隻の建造を承認し、まず1隻目が「シャルル・ド・ゴール」として2001年に就役した。しかし2隻目については後に核動力化は断念され、イギリス海軍のCVF計画艦（後のクイーン・エリザベス級）と設計を共通化したPA2計画艦となるように方針転換されたが、2013年にはこちらも断念された。
しかし同艦は2038年の退役が予定されていることから、2018年、パルリ国防相は、その代艦についての検討の開始を発表した。2年間の予備研究を経て、2020年12月、マクロン大統領は建造計画を公表した。2025年に最初の鋼材切出しを行い、海上公試は2036年開始と、建造に10年以上をかける計画で、2038年の就役が予定されている。
「シャルル・ド・ゴール」では満載排水量42,000トン級であるのに対し、PA-Ngでは最大75,000トンまで大型化する計画となっている。この艦型増大に対応して、同艦のK-15加圧水型原子炉と比べて熱出力を50パーセント増の220メガワット級としたK-22の開発が進められている。飛行甲板をアングルド・デッキとして、機体を移動させるためのエレベーターを2基設置するのは「シャルル・ド・ゴール」と同様だが、艦橋構造物（アイランド）は艦尾側に移動された。また電磁式カタパルト（EMALS）の採用も予定されている。